# Allotropa ashmeadi
Allotropa ashmeadi är en stekelart som beskrevs av Muesebeck 1939. Allotropa ashmeadi ingår i släktet Allotropa och familjen gallmyggesteklar. Inga underarter finns listade i Catalogue of Life.